# Bissey-la-Pierre
Bissey-la-Pierre é uma comuna francesa na região administrativa da Borgonha-Franco-Condado, no departamento de Côte-d'Or. Estende-se por uma área de 9 km². Em 2010 a comuna tinha 78 habitantes (densidade: 8,7 hab./km²).